# Dolichocybaeus ishikawai
Dolichocybaeus ishikawai är en spindelart som beskrevs av Kishida 1961. Dolichocybaeus ishikawai ingår i släktet Dolichocybaeus och familjen vattenspindlar. Inga underarter finns listade i Catalogue of Life.